# Nan Shan Plaza
Le Nan Shan Plaza est un gratte-ciel à Taipei en Taïwan, se situe entre Songzhi Road et Songren Road. Le bâtiment a une hauteur de 272 mètres, avec 48 étages et 5 étages souterrains. La superficie est de 60 340 pings (199,472 m2). Il a été achevé le 26 octobre 2017 et ouvert le 11 juin 2018. 
Il s'agit actuellement du 219e plus grand bâtiment du monde, du deuxième plus haut de Taipei et du troisième plus haut de Taïwan.

## Immeuble de bureaux
Du 6e au 43e étage sont ouverts pour les bureaux, sur un total de 38 étages. Jusqu'en juin 2018, il y avait déjà plus de 90% de la surface sont loués.
| Étage | Occupation / Usage                    |
| ----- | ------------------------------------- |
| 43    |                                       |
| 42    |                                       |
| 41    | Roche                                 |
| 40    | Roche                                 |
| 39    |                                       |
| 38    |                                       |
| 37    |                                       |
| 36    |                                       |
| 35    |                                       |
| 34    | The Executive Centre                  |
| 33    | E.SUN Bank                            |
| 32    | Apple Taiwan                          |
| 31    | Apple Taiwan                          |
| 30    | Dentsu Taiwan                         |
| 29    | Dentsu Taiwan                         |
| 28    | BlackRock                             |
| 27    | Deloitte Consulting (Pacific) Limited |
| 26    | Reuters                               |
| 25    | Étage de mécanique                    |
| 24    | Étage de mécanique                    |
| 23    | Aifuyue Singapour                     |
| 22    | Deloitte & Touche                     |
| 21    | Deloitte & Touche                     |
| 20    | Deloitte & Touche                     |
| 19    | Deloitte & Touche                     |
| 18    | Deloitte & Touche                     |
| 17    | Deloitte & Touche                     |
| 16    | Deloitte & Touche                     |
| 15    | Seiko Epson Taiwan                    |
| 14    |                                       |
| 13    |                                       |
| 12    |                                       |
| 11    | TSAR & TSAI LAW FIRM                  |
| 10    | Dentsu Taiwan                         |
| 9     | Dentsu Taiwan                         |
| 8     | Dentsu Taiwan                         |
| 7     | Deloitte & Touche                     |
| 6     |                                       |